# Camille Blondel

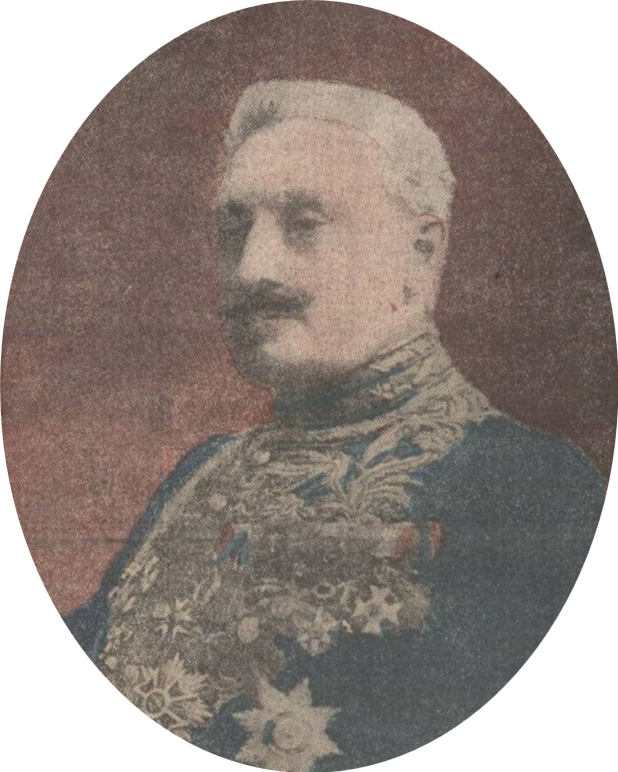
Camille Blondel

Jean Camille Blondel (* 1854; † 20. Juni 1935 in Oltenița) war ein französischer Diplomat.

## Leben
Blondel trat 1878 in den auswärtigen Dienst und wurde Attaché in London.
1879 wurde er am Dienstort Berlin verwendet.
1880 wurde Gesandtschaftssekretär dritter Klasse in London und wurde in der Folge in Madrid, Tanger, Lissabon, Bern und Rom beschäftigt.
Von 10. November 1900 bis 1907 war er Ministre plénipotentiaire in Mexiko-Stadt.
Vom 7. Mai 1907 bis 13. Mai 1916 war er Ministre plénipotentiaire in Bukarest, wo er ab dem 4. Juli 1916 mit Ion I. C. Brătianu den Beitritt  des Königreichs Rumänien zur Triple Entente verhandelte.